# Les Quatre Moines
Pour plus de détails, voir Fiche technique et Distribution.
Les Quatre Moines (I quattro monaci) est un film italien réalisé par Carlo Ludovico Bragaglia, sorti en 1962.

## Synopsis
Les voleurs Giocondo et Crispino, spécialisés dans l'escroquerie, décident avec deux autres complices, Gaudenzio et Martino, de se faire passer pour des frères qui ont fui la Hongrie pour chercher à obtenir de l'argent. Mais ils ne reçoivent de l'hospitalité que dans un petit couvent sicilien. Là, leur arnaque change et consiste à faire chanter et à extorquer de l'argent au nom du pire gangster du village qui pour le moment est absent car il est en Amérique.

## Fiche technique
Sauf indication contraire, les informations mentionnées dans cette section peuvent être confirmées par la base de données cinématographiques IMDb,  présente dans la section « Liens externes ».
- Titre français : Les Quatre Moines
- Titre original : I quattro monaci
- Réalisateur : Carlo Ludovico Bragaglia
- Sujet : Bruno Corbucci, Giovanni Grimaldi
- Scénario : Bruno Corbucci, Giovanni Grimaldi
- Producteur : Gianni Buffardi
- Photographie :	Enzo Barboni
- Montage : Giuliana Attenni
- Musique : Armando Trovajoli
- Décors : Giorgio Giovannini
- Pays :  Italie
- Format : 1,85:1
- Durée : 90 minutes
- Genre : Comédie
- Dates de sortie :
  - Italie : 31 août 1962
  - France : 3 février 1965

## Distribution
- Peppino De Filippo : Fra' Crispino
- Aldo Fabrizi : Fra' Giocondo
- Erminio Macario : Fra' Martino
- Nino Taranto : Fra' Gaudenzio
- Nino Terzo : Massaro Calogero
- Luciana Gilli : Lola
- Linda Sini : Sara
- Pino Ferrara : le pharmacien
- Carlo Taranto : Saruzzo Messina
- Lidia Martora: la baronne Cimino
- Franco Ressel : le baron Fifì Cimino
- Enzo Petito
- Piero Vivaldi : le boucher
- Renato Gaizzi : un paysan
- Umberto Spadaro : l'ortolan
- Roland Bartrop
- Pietro Carloni
- Luciana Gilli : la fille de l'ortolan